# Al-'Amara
al-ʿAmāra (in arabo العمارة‎?, traslitterata anche Amāra o ʿAmārah) è una città dell'Iraq centro-orientale, sulle sponde del Tigri, con una popolazione stimata di 420.000 abitanti nel 2005.
È il capoluogo del Governatorato di Maysan.